# 科爾維察河

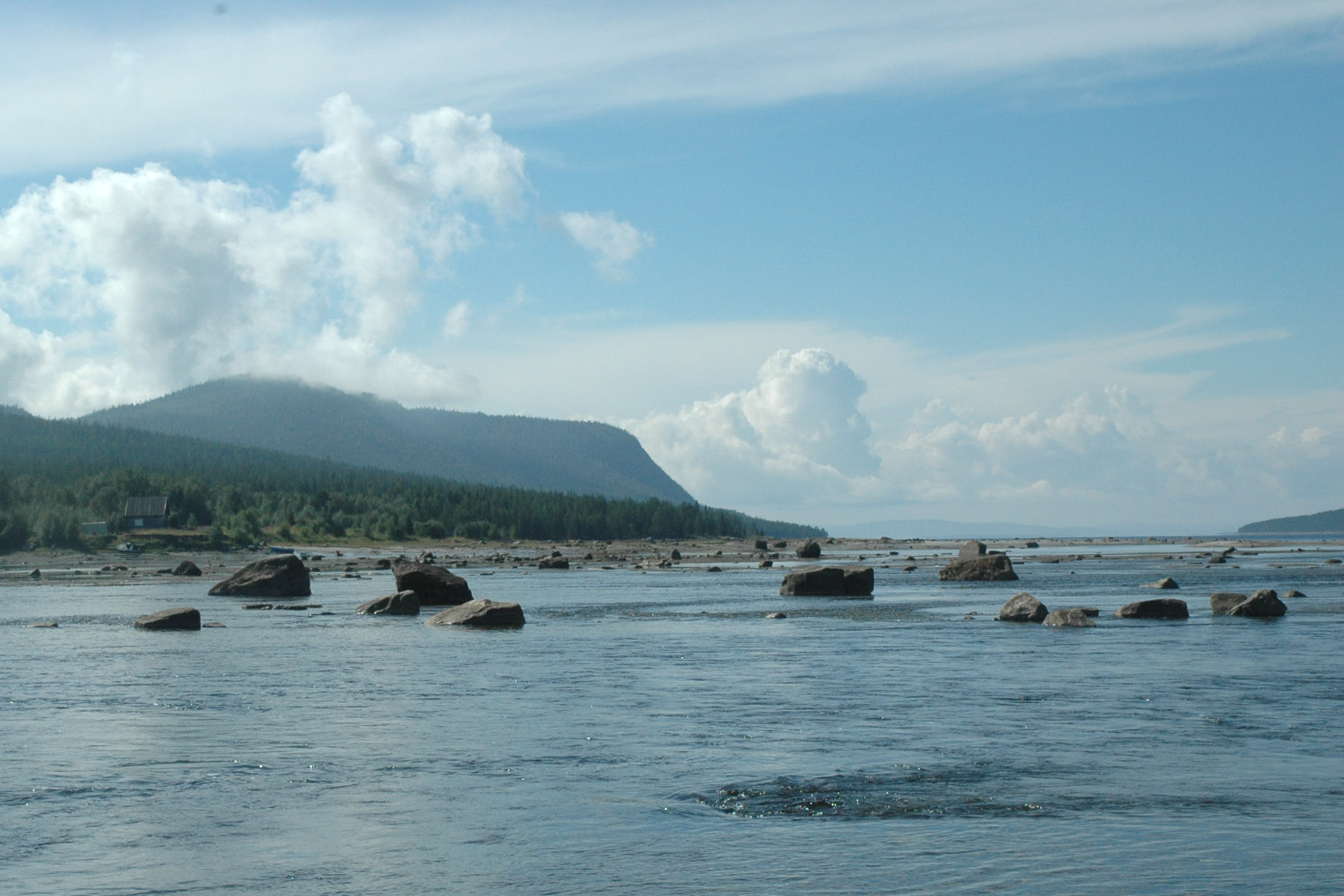
科爾維察河

科爾維察河是俄羅斯的河流，位於摩爾曼斯克州內科拉半島南部，發源自科爾維茨科耶湖，最終注入白海的坎達拉克沙灣，河道全長12公里，流域面積1,260平方公里，雨水主要來自溶雪。